# 星和無綫電視大獎2012
《星和無綫電視大獎2012》（StarHub TVB Awards 2012）於2012年8月18日晚假新加坡金沙酒店舉行，當晚共頒發19個項目。
由金剛及陳芷菁擔任大會司儀，出席藝人包括胡楓、黎耀祥、陳豪、鄭嘉穎、馬國明、陳錦鴻、陳展鵬、黃德斌、胡杏兒、鍾嘉欣、徐子珊、楊怡、陳法拉、李詩韻、林師傑及組合草蜢。其中黃宗澤因身在台灣拍劇而缺席。

## 得獎名單

### 我最愛TVB電視劇集
- 《天與地》

### 我最愛TVB男藝人
- 鄭嘉穎《怒火街頭》

### 我最愛TVB女藝人
- 胡杏兒《怒火街頭》

### 我最愛TVB主題曲
- 連續劇 - 容祖兒《On Call 36小時》

### 我最愛TVB大型綜藝節目
- 《萬千星輝賀台慶2011》
  - 此獎項由應屆《萬千星輝頒獎典禮2011》誕生的「視帝」鄭嘉穎及「視后亅胡杏兒代為領取。

### 我最愛TVB綜藝節目
- 《華麗明星賽》

### 我最愛TVB熒幕情侶
- 陳豪、鍾嘉欣《點解阿Sir係阿Sir》

### 本地傳媒最愛TVB劇集
- 《怒火街頭》

### 飛躍進步男藝人獎
- 黃浩然

### 飛躍進步女藝人獎
- 李施嬅

### 最佳男新人獎
- 陳展鵬

### 最佳女新人獎
- 陳茵媺

### 最佳笑容獎
- 鍾嘉欣

### 最佳活力獎
- 黃德斌

### 專業精神獎
- 胡楓

### 最璀璨奪目女藝人獎
- 楊怡

### 我最愛TVB電視男角色
| 劇集           | 演員   | 角色          |
| 怒火街頭       | 鄭嘉穎 | 羅力亞        |
| 潛行狙擊       | 黃宗澤 | 蘇星柏        |
| 法證先鋒III    | 黎耀祥 | 布國棟        |
| 萬凰之王       | 陳錦鴻 | 愛新覺羅·旻寧 |
| On Call 36小時 | 馬國明 | 張一健        |
| 天與地         | 陳 豪  | 宋以朗        |

### 我最愛TVB電視女角色
| 劇集           | 演員   | 角色   |
| 怒火街頭       | 胡杏兒 | 王思苦 |
| 潛行狙擊       | 徐子珊 | 姚可可 |
| 缺宅男女       | 鍾嘉欣 | 關嘉樂 |
| On Call 36小時 | 楊 怡  | 范子妤 |
| 東西宮略       | 陳法拉 | 鍾無艷 |
| 天與地         | 佘詩曼 | 葉梓恩 |

## 相關
- MY AOD我的最愛頒獎典禮2012
- 萬千星輝頒獎典禮2012